# Saint-Fulgent
Saint-Fulgent és un municipi francès situat al departament de Vendée i a la regió de País del Loira. L'any 2007 tenia 3.385 habitants.

## Demografia

### Població
El 2007 la població de fet de Saint-Fulgent era de 3.385 persones. Hi havia 1.327 famílies de les quals 379 eren unipersonals (161 homes vivint sols i 218 dones vivint soles), 432 parelles sense fills, 478 parelles amb fills i 38 famílies monoparentals amb fills.
La població ha evolucionat segons el següent gràfic:
Habitants censats

### Habitatges
El 2007 hi havia 1.429 habitatges, 1.346 eren l'habitatge principal de la família, 17 eren segones residències i 66 estaven desocupats. 1.265 eren cases i 133 eren apartaments. Dels 1.346 habitatges principals, 923 estaven ocupats pels seus propietaris, 403 estaven llogats i ocupats pels llogaters i 19 estaven cedits a títol gratuït; 11 tenien una cambra, 91 en tenien dues, 230 en tenien tres, 323 en tenien quatre i 690 en tenien cinc o més. 1.076 habitatges disposaven pel capbaix d'una plaça de pàrquing. A 610 habitatges hi havia un automòbil i a 636 n'hi havia dos o més.

### Piràmide de població
La piràmide de població per edats i sexe el 2009 era:
| Homes | Edats   | Dones |
| ----- | ------- | ----- |
| 4     | 95 o +  | 0     |
| 0     | 90 a 94 | 32    |
| 24    | 85 a 89 | 52    |
| 12    | 80 a 84 | 32    |
| 32    | 75 a 79 | 80    |
| 68    | 70 a 74 | 68    |
| 60    | 65 a 69 | 80    |
| 76    | 60 a 64 | 72    |
| 44    | 55 a 59 | 48    |
| 88    | 50 a 54 | 88    |
| 104   | 45 a 49 | 92    |
| 140   | 40 a 44 | 112   |
| 112   | 35 a 39 | 140   |
| 132   | 30 a 34 | 108   |
| 148   | 25 a 29 | 100   |
| 96    | 20 a 24 | 92    |
| 128   | 15 a 19 | 88    |
| 84    | 10 a 14 | 104   |
| 104   | 5 a 9   | 104   |
| 68    | 0 a 4   | 64    |

## Economia
El 2007 la població en edat de treballar era de 2.102 persones, 1.661 eren actives i 441 eren inactives. De les 1.661 persones actives 1.562 estaven ocupades (853 homes i 709 dones) i 99 estaven aturades (39 homes i 60 dones). De les 441 persones inactives 196 estaven jubilades, 134 estaven estudiant i 111 estaven classificades com a «altres inactius».

### Ingressos
El 2009 a Saint-Fulgent hi havia 1.397 unitats fiscals que integraven 3.455 persones, la mediana anual d'ingressos fiscals per persona era de 16.735 €.

### Activitats econòmiques
Dels 170 establiments que hi havia el 2007, 2 eren d'empreses extractives, 8 d'empreses alimentàries, 1 d'una empresa de fabricació de material elèctric, 3 d'empreses de fabricació d'altres productes industrials, 24 d'empreses de construcció, 39 d'empreses de comerç i reparació d'automòbils, 12 d'empreses de transport, 8 d'empreses d'hostatgeria i restauració, 18 d'empreses financeres, 6 d'empreses immobiliàries, 19 d'empreses de serveis, 22 d'entitats de l'administració pública i 8 d'empreses classificades com a «altres activitats de serveis».
Dels 48 establiments de servei als particulars que hi havia el 2009, 1 era una oficina d'administració d'Hisenda pública, 1 gendarmeria, 1 oficina de correu, 3 oficines bancàries, 1 funerària, 7 tallers de reparació d'automòbils i de material agrícola, 1 taller d'inspecció tècnica de vehicles, 2 autoescoles, 2 paletes, 6 guixaires pintors, 5 fusteries, 2 lampisteries, 3 electricistes, 1 empresa de construcció, 5 perruqueries, 1 veterinari, 3 restaurants i 3 agències immobiliàries.
Dels 16 establiments comercials que hi havia el 2009, 2 eren supermercats, 2 fleques, 1 una carnisseria, 1 una llibreria, 2 botigues de roba, 1 una sabateria, 1 una botiga d'electrodomèstics, 1 una botiga de mobles, 2 drogueries, 1 una perfumeria i 2 floristeries.
L'any 2000 a Saint-Fulgent hi havia 82 explotacions agrícoles que ocupaven un total de 3.038 hectàrees.

## Equipaments sanitaris i escolars
Els 2 equipaments sanitaris que hi havia el 2009 eren farmàcies.
El 2009 hi havia 2 escoles elementals.

## Poblacions més properes
El següent diagrama mostra les poblacions més properes.